# Gerrymandering

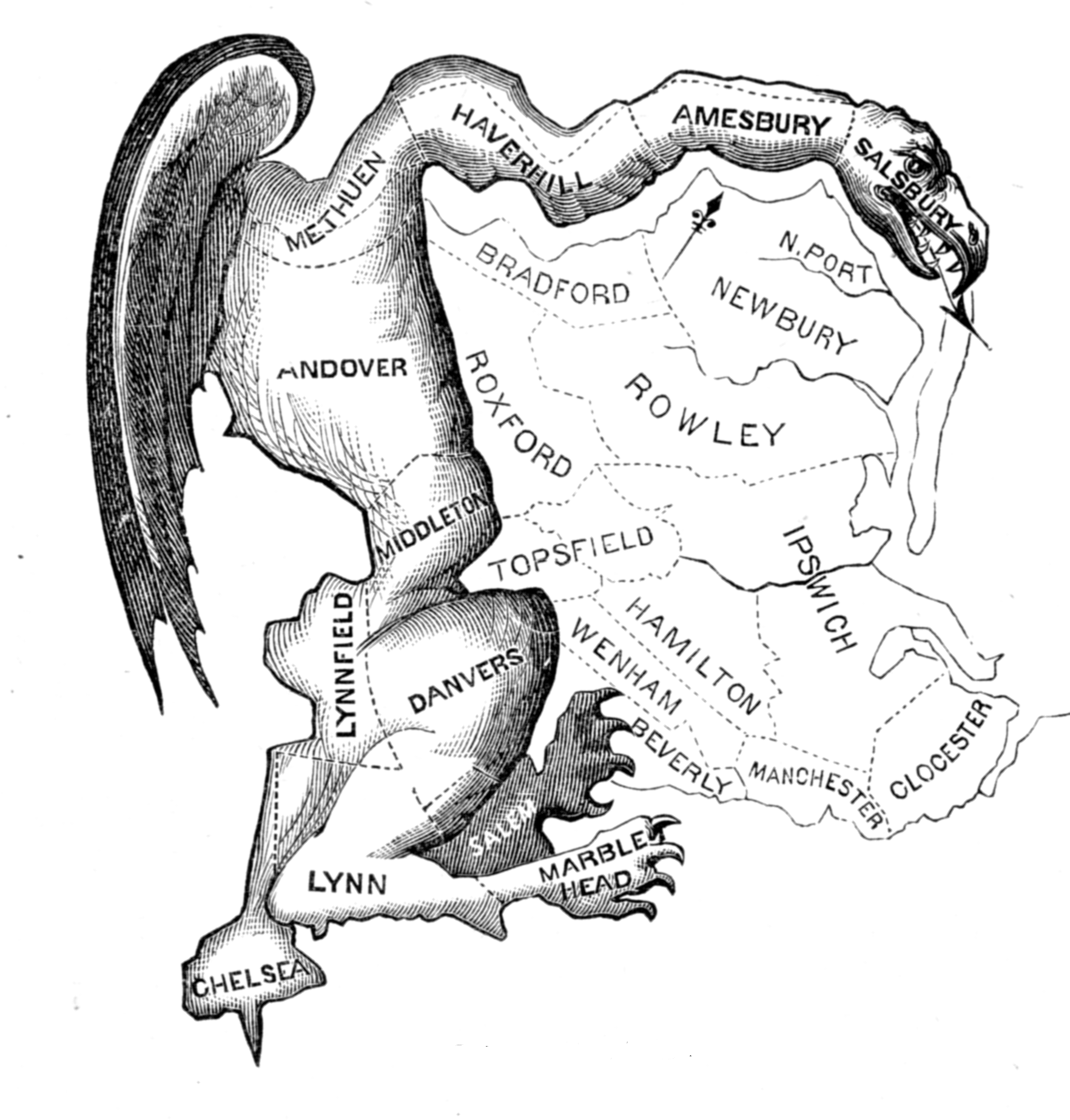
Satirische Darstellung der Wahlbezirke von Massachusetts aus dem Jahr 1812. Elkanah Tisdale: The Gerry-Mander, 1812

Gerrymandering (ursprünglich [ˈgɛrimændərɪŋ], heute jedoch verbreitet [ˈdʒɛriˌmændərɪŋ]) bzw. Wahlkreisschiebung ist ein politikwissenschaftlicher Begriff, der die Verschiebung von Wahlkreisgrenzen in einem Mehrheitswahlsystem bezeichnet, um die eigenen Erfolgsaussichten zu maximieren. Ein reines Verhältniswahlrecht schließt Gerrymandering aus. Die Manipulation kann „Cracking“ (Verwässerung der Stimmmacht der Anhänger der gegnerischen Partei in vielen Bezirken) oder „Packing“ (Konzentration der Stimmmacht der gegnerischen Partei auf einen Bezirk, um ihre Stimmmacht in anderen Bezirken zu reduzieren) umfassen.

## Geschichte des Begriffs
Der Begriff ist ein Kofferwort aus Gerry und Salamander: Elbridge Gerry, seinerzeit Gouverneur von Massachusetts und später Vizepräsident der Vereinigten Staaten, unterzeichnete im Jahr 1812 ein Gesetz zum Neuzuschnitt der Wahlkreise für den Senat von Massachusetts. Die neuen Wahlkreisgrenzen begünstigten seine Partei. Einer der neuen Wahlkreise glich – wie ein zeitgenössischer Zeitungskarikaturist bemerkte – einem Salamander.
Die Bezeichnung dieses zielgerichteten Wahlkreiszuschnitts als „Gerrymandering“ entstand im Jahr 1812 bei einem Treffen politischer Führer der Föderalisten und Zeitungsjournalisten in Boston. Beschwerden über die Bemühungen ihrer republikanischen Gegner aus dem Lager Jeffersons, die Wahlen durch die Änderung von Wahlbezirken zu manipulieren, veranlassten den Künstler Elkanah Tisdale, einer skizzierten Karte eines neuen Senatswahlbezirks in Essex County einen Kopf und Flügel hinzuzufügen und ihn nach dem Anführer der Jeffersonianer, Gouverneur Elbridge Gerry, „Gerrymander“ zu nennen. Obwohl eine andere Karte von Massachusetts zeigt, dass der Bezirk im Kontext von Essex County nicht grotesk verzerrt war, schockierte die Karikatur die Öffentlichkeit und erwies sich als sehr wirkungsvoll.

## Situation in Demokratien
In vielen Demokratien obliegt der Neuzuschnitt von Wahlkreisen unabhängigen Kommissionen. Diese sind beispielsweise mit rechtsprechenden Personen aus Verfassungsgerichten besetzt, etwa die Delimitation Commission of India. So sollen parteipolitische Verzerrungen vermieden werden. Insbesondere in den Vereinigten Staaten ist der parteipolitische Zuschnitt von Wahlkreisen aber bis heute weit verbreitet. Dort sind häufig Legislative oder Exekutive der Bundesstaaten – und damit parteipolitisch besetzte Organe – für diese Grenzziehung zuständig. Das Phänomen kommt aber auch immer wieder in anderen Staaten vor, wo die Parlamente im Rahmen der Wahlgesetze über den Zuschnitt der Wahlkreise entscheiden.

## Strategien
Beim Gerrymandering sind mehrere Strategien zu unterscheiden:

Veranschaulichung: Trotz Überzahl der blauen Stimmen gewinnt die rote Partei bei diesem Zuschnitt der Wahlkreise zwei der drei Wahlkreise.

Obwohl Blau die Mehrzahl der Stimmen hat, gewinnt je nach Zuschnitt der Wahlkreise Blau oder Rot.

Bei demselben Abstimmverhalten ändert sich das Ergebnis, abhängig vom Verlauf der Wahlkreisgrenzen.
----
Links: Gleichstand in allen vier Wahlkreisen
Mitte: Violett gewinnt drei von vier Wahlkreisen
Rechts: Grün gewinnt drei von vier Wahlkreisen

VerdünnungWahlkreiszuschnitt, bei dem die Hochburgen der Opposition auf mehrere Wahlkreise verteilt werden, sodass die machthabende Partei eine knappe Mehrheit erzielen kann.
HochburgbildungMöglichst viele Wähler der Opposition in einem Wahlkreis zusammenfassen, sodass die Opposition zwar einen Wahlkreis mit hohem (aber irrelevantem) Vorsprung gewinnt, ihr in mehreren umliegenden Wahlkreisen aber Stimmen zum Wahlsieg fehlen.
AufeinanderhetzungDies ist dann möglich, wenn nur Bewohner dieses Wahlkreises darin auch wählbar sind. Ein Wahlkreis wird so gebildet, dass zwei zurzeit aktive Abgeordnete der Opposition ihren Wohnsitz darin haben. Einer der beiden muss umziehen oder bei der nächsten Wahl gegen den anderen kandidieren oder seinen Sitz aufgeben.
Eine Hand wäscht die andereBeide Parlamentsfraktionen teilen gemeinsam die Wahlkreise so auf, dass derzeitige Sitzinhaber mit großer Wahrscheinlichkeit wiedergewählt werden, während Gegenkandidaten wenig Chancen haben. Anstrengende Wahlkampagnen und schwer zu haltende Wahlversprechen werden somit vermieden, auch müssen die Abgeordneten kaum noch Rücksicht auf die Wechselwähler der politischen Mitte nehmen und können somit besser auf Parteilinie gebracht werden.
Gefängnis-GerrymanderingIn den USA zählen Gefängnisinsassen für den Ort, an dem das Gefängnis steht, dürfen jedoch in 48 der 50 Bundesstaaten nicht wählen. Weil die meisten Gefangenen aus urbanen Gebieten stammen und überproportional oft schwarz sind, bedeutet diese Praxis eine Verschiebung des Gewichts hin zu ländlichen, zumeist von Weißen bewohnten Wahlkreisen (in denen sich viele der Gefängnisse befinden).

## Situation in verschiedenen Ländern

### Vereinigte Staaten

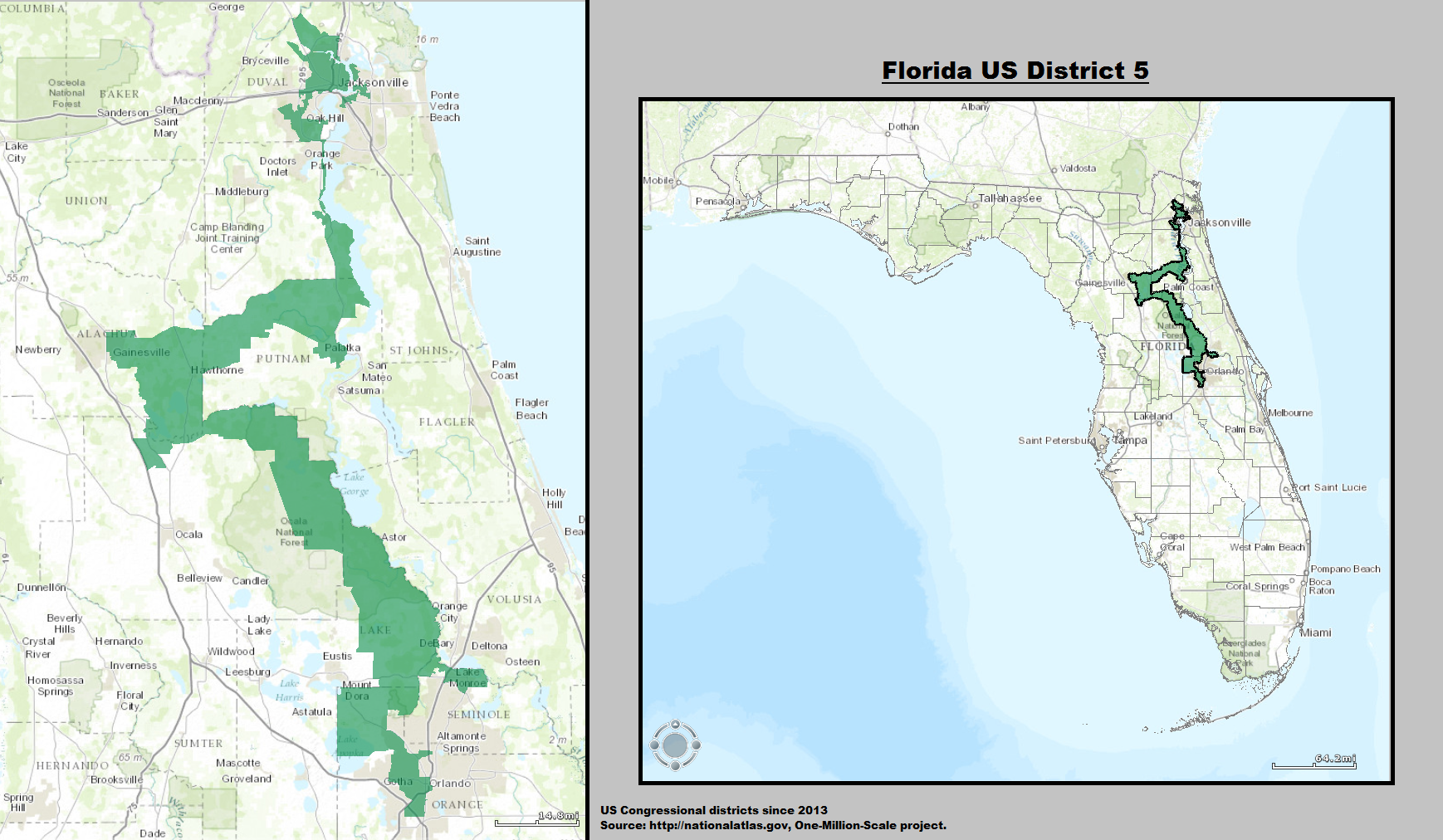
Beispiel für Hochburgenbildung: Floridas 5. Wahlbezirk (2011–2015) verbindet die „schwarzen Stadtteile“ von Jacksonville und Orlando, die strukturell stark den Demokraten zuneigen. Die Republikaner versuchten so, die umliegenden Wahlkreise im Großraum Orlando zu ihren Gunsten zu beeinflussen.

Beispiel für Verdünnung (Cracking): Republikaner teilen das urbanisierte und demokratisch dominierte Salt Lake County (1,03 Mio. Einwohner – etwa 37 % der Gesamtbevölkerung) auf drei Bezirke auf, um sicherzustellen, dass die Republikaner in allen vier Bezirken strukturell mehrheitsfähig sind.

Der Zuschnitt von Wahlbezirken wird in den Vereinigten Staaten zunehmend systematisch per Computer und Data-Mining durchgeführt, sodass im Repräsentantenhaus nur noch etwa einer von 15 Sitzen beiden großen Parteien Siegchancen bietet, während die übrigen Sitze weitgehend sicher in der Hand einer der beiden Parteien sind. Im Senat, dessen Sitze jeweils ganze Bundesstaaten umfassen, ist eine Veränderung der Wahlbezirke nicht möglich.

Regelmäßige Änderungen und bizarre Grenzen der Kongresswahlbezirke in North Carolina 1992 bis 2001

In der Regel werden Wahlkreise in den Einzelstaaten alle zehn Jahre kurz nach der Volkszählung neu eingeteilt. Diese Neueinteilung (sogenanntes redistricting) geschieht nicht nach einem landesweit einheitlichen Muster, sondern ist den einzelnen Bundesstaaten überlassen. In einigen Bundesstaaten, wie Kalifornien und New York, werden unabhängige Kommissionen eingesetzt, die sich um eine möglichst unparteiische Einteilung der Wahlkreise kümmern sollen. In anderen Bundesstaaten werden die Wahlkreisgrenzen direkt durch die jeweilige Legislative festgelegt. In den letztgenannten Fällen hat dies vielfach dazu geführt, dass die Wahlkreisgrenzen ungeniert so festgesetzt werden, wie es der jeweils Regierungspartei am meisten nützt.
Nachdem die Republikaner im Jahr 2002 in Texas die Mehrheit in der State Legislature gewonnen hatten, ersetzten sie 2003 die den Demokraten günstige Wahlkreiseinteilung für das US-Repräsentantenhaus durch eine für sie günstige. Bei der Wahl 2002 hatten die Republikaner 59 % und die Demokraten 40 % der Stimmen für das Repräsentantenhaus erzielt, die Demokraten jedoch 17 (53 %) und die Republikaner 15 (47 %) Repräsentanten gestellt. Nach der Neueinteilung erhielten die Republikaner bei der Wahl 2004 mit 58 % der Stimmen 21 Repräsentanten (66 %) und die Demokraten mit 41 % der Stimmen 11 (34 %). Die Neueinteilung erregte große Aufmerksamkeit, weil einige demokratische Abgeordnete sie zu verhindern versuchten, indem sie in Nachbarstaaten reisten und so das Zustandekommen des in Texas geltenden Quorums von zwei Dritteln der Abgeordneten verhinderten. Zeitweise fahndete das Ministerium für Innere Sicherheit erfolglos nach diesen Abgeordneten. Nach mehreren Sondersitzungen setzten die Republikaner den Plan durch. Anschließend wurde die neue Wahlkreiseinteilung gerichtlich angegriffen. Der Oberste Gerichtshof der Vereinigten Staaten entschied 2006, dass die Neueinteilung auch zwischen den Volkszählungen im Wesentlichen rechtmäßig sei, ein Wahlkreis müsse aber neu abgegrenzt werden, weil die dortige Mehrheit der Latinos ohne rechtfertigenden Grund aufgehoben worden sei, was eine verbotene ethnische Diskriminierung darstelle.
Der Oberste Gerichtshof urteilte 2004 im Fall Vieth v. Jubelirer, dass Gerrymandering nicht verfassungswidrig sei, solange es aus politischen und nicht aus rassistischen Gründen praktiziert wird. Richter Anthony Kennedy, der ab den 2000er Jahren häufig die entscheidende Wechselstimme zwischen dem rechten und dem linken Lager des Obersten Gerichtshofs abgegeben hatte und in diesem Urteil die entscheidende Stimme war, ließ damals möglich erscheinen, dass sich dies in Zukunft ändern könnte, falls die Kläger einen gerichtlich handhabbaren Standard für Gerrymandering präsentieren können.
Im Jahr 2017 entschied der Oberste Gerichtshof, einen solchen Fall (Gill v. Whitford) anzuhören, in dem der Wahlkreiszuschnitt im Bundesstaat Wisconsin angegriffen wurde. Die Kläger schlugen mit der Effizienzlücke (in Englisch efficiency gap) eine Methode vor, die Auswirkungen des Gerrymanderings objektiv messbar zu machen. Der Oberste Gerichtshof wies die Klage im Juni 2018 einstimmig zurück, weil die Antragsteller keine Verletzung individueller Rechte geltend gemacht hätten. Die konservativen Richter Clarence Thomas und Neil Gorsuch erklärten, sie sähen auch zukünftig keine Möglichkeit für eine solche Klagebefugnis, während die vier linken Richter in einem Sondervotum auf die mögliche Verletzung des 1. Zusatzartikels zur Verfassung hinwiesen und damit einen Weg für eine erneute Befassung mit ähnlich gelagerten Fällen aufzeigten.
Unterhalb der Bundesebene haben in einigen Bundesstaaten Entscheidungen der Legislative oder Judikative das Gerrymandering erschwert. In 24 Bundesstaaten ist es etwa möglich, mit Hilfe einer Volksbefragung die Verfassung des Bundesstaates zu ergänzen. Dadurch kann die Bevölkerung dem Gesetzgeber Standards für die Erstellung von Wahlkreisen vorschreiben. So legt in Florida seit 2010 ein Verfassungszusatz fest, dass die Wahlkreiseinteilung keine Partei und keinen Amtsinhaber bevorzugen oder benachteiligen darf. Außerdem müssen Wahlkreise zusammenhängend und kompakt sein und möglichst politische und geographische Grenzen respektieren. Auf dieser Grundlage hob der Oberste Gerichtshof Floridas im Jahr 2015 die 2011 verabschiedete Wahlkreiseinteilung auf.
In Pennsylvania entschied der Oberste Gerichtshof Pennsylvanias im Februar 2018, dass die bisherigen Zuschnitte der Kongresswahlbezirke den Republikanern einen zu großen Vorteil verschafft hätten und somit gegen das in der Staatsverfassung zugesicherte Recht auf freie Wahlen verstießen. Er ordnete eine neue Grenzziehung der Wahlkreise durch einen unabhängigen Experten an.
Ein Bundesbezirksgericht in North Carolina entschied Ende August 2018, dass die bisherige Einteilung der Kongresswahlbezirke des Bundesstaates parteipolitisch unfair sei. Es entschied Anfang September, dass die Wahlkreisgrenzen vor der kommenden Wahl im November 2018 nicht verändert werden, danach aber neu gezogen werden müssen. Trotzdem führte die Wahlkreiseinteilung North Carolinas bei den Wahlen zum Repräsentantenhaus 2024 dazu, dass die Republikaner 10 (71 %) der 14 Wahlkreise North Carolinas gewannen, obwohl sie im gesamten Bundesstaat nur eine knappe Mehrheit von 52,8 % erhalten hatten.
Nachdem die Demokraten 2021 eine Mehrheit in beiden Kongresskammern sowie die Präsidentschaft gewonnen hatten, versuchten sie rechtzeitig zur Wahlkreisneueinteilung nach dem 2020 Census Gerrymandering durch ein Bundesgesetz zu verbieten. Der sogenannte For the People Act erhielt im Haus eine Mehrheit, scheiterte jedoch trotz Unterstützung aller 50 Demokraten im Senat an einem Filibuster der Republikaner. Mehrere US-Demokraten, darunter India Walton, forderten danach erneut eine Abschaffung des Filibusters, um das Gesetz mit einfacher Mehrheit verabschieden zu können.
Am 30. Juni 2022 hat der Oberste Gerichtshof der USA den Fall Moore v. Harper aus North Carolina zur Entscheidung angenommen. Der von Republikanern dominierte Gesetzgeber des Bundesstaates hatte eine Neugliederung der Wahlbezirke vorgenommen, welche im Berufungsverfahren vom Obersten Gericht von North Carolina als verfassungswidrig bewertet und aufgehoben und durch eine von einer gerichtlich eingesetzten unabhängigen Sachverständigenkommission erarbeitete Neueinteilung ersetzt wurde. Die Entscheidung des Supreme Courts wird nicht nur im Hinblick auf die rechtlichen Grenzen des Gerrymandering als wegweisend angesehen, sondern ihr wird auch wegen der Beantwortung prinzipieller Fragen zur Reichweite der Befugnisse der Legislative der Bundesstaaten bei der Gestaltung der Wahlgesetze und des Umfangs der gerichtlichen Überprüfbarkeit grundlegende Bedeutung mit Auswirkungen auf die Präsidentschaftswahlen im Jahr 2024 zugemessen.

Am 27. Juni 2023 bestätigte der Supreme Court das Urteil vom Obersten Gericht von North Carolina. Es wies damit auch die „Independent State Legislature Theory“ zurück.
Bei den Midterms-Wahlen 2022 sollen gemäß ersten Analysen beide Parteien von neuen Wahlbezirksgrenzen profitiert haben.
Im Juli/August 2025 kam es in Texas zu einer politischen Krise, nachdem das von den Republikanern dominierte texanische Abgeordnetenhaus am 30. Juli 2025 einen Gesetzesentwurf zur Neuaufteilung der Kongresswahlkreise von Texas vorgelegt hatte. Die Initiative zur Neueinteilung war durch politischen Druck von Präsident Donald Trump entstanden. Trump wollte damit seine knappe republikanische Mehrheit im US-Kongress in Hinblick auf die Halbzeitwahlen 2026 vergrößern. Bei der Präsidentschaftswahl 2024 hatte Trump in 27 der 38 Wahlkreise von Texas die Stimmenmehrheit erhalten. Nach dem anvisierten Neuzuschnitt der Wahlkreise hätte er in 30 Wahlkreisen eine solide Mehrheit. Die oppositionellen Demokraten protestierten gegen den Gesetzesentwurf. Da sie im texanischen Abgeordnetenhaus in der Minderheit waren und den Gesetzesentwurf nicht direkt blockieren konnten, verließen mehr als 50 demokratische Abgeordnete den Bundesstaat Texas, größtenteils in Richtung Illinois, dessen Governeur J. B. Pritzker ihnen quasi temporäres „Asyl“ versprochen hatte. Dadurch wurde das texanische Abgeordnetenhaus lahmgelegt, da für eine Beschlussfähigkeit mindestens zwei Drittel der 150 Abgeordneten anwesend sein mussten. Vergeblich versuchte der texanische Gouveneur Greg Abbott durch das Ausstellen von Haftbefehlen (die nur in Texas Gültigkeit haben) die demokratischen Abgeordneten am Verlassen des Bundesstaats zu hindern. Als Reaktion auf den Streit um die Wahlkreisgrenzen in Texas kam es auch in anderen Bundesstaaten zu Diskussionen, ob die Wahlkreise nicht in ähnlicher Weise zum Vorteil der eigenen Partei neu zugeschnitten werden sollten.

### Deutschland
In Deutschland wird auf Bundes- und Landesebene überwiegend personalisiertes Verhältniswahlrecht angewendet. Dabei entscheidet grundsätzlich die prozentuale Verteilung der Gesamtstimmen oder Zweitstimmen über die Zusammensetzung des Parlaments und nicht die Ergebnisse in den Wahlkreisen.
Allerdings bietet auch das deutsche Wahlsystem verschiedene Anreize für Gerrymandering. Teilweise werden Überhangmandate nicht oder nicht vollständig ausgeglichen. Auch bei einem grundsätzlich vollständigen Ausgleich können wahlrechtliche Rundungsregeln zu einer Bevorzugung der überhängenden Partei bei der Sitzverteilung führen. Ein Beispiel dafür ist das Wahlrecht zum Bayerischen Landtag. Weiterhin gelten teilweise sogenannte Grundmandatsklauseln in Verbindung mit Sperrklauseln. Danach sind beispielsweise bei Bundestagswahlen Parteien von der Fünf-Prozent-Sperrklausel befreit, die mindestens drei Direktmandate gewinnen. Zu den Auswirkungen auf die Sitzverteilung kommt die politische Bedeutung von Siegen in möglichst vielen Wahlkreisen. Sowohl für die obsiegende Person als auch für deren Partei kann der Erfolg mit einem erheblichen Zuwachs an Prestige und Einfluss verbunden sein.
Gerrymandering ist in Deutschland grundsätzlich verboten. Der Verfassungsgerichtshof Rheinland-Pfalz stellte hierzu fest, dass das Recht auf Wahlchancengleichheit verbietet, durch die Einteilung der Wahlkreise gezielt einen Wettbewerber gegenüber seinen Mitbewerbern sachwidrig zu benachteiligen. Offensichtliche Wahlkreismanipulationen wie ein Zuschnitt der Wahlkreise aufgrund einer Analyse des bisherigen Wahlverhaltens durch die jeweilige Parlamentsmehrheit stellten einen Verstoß gegen den Verfassungsgrundsatz der Wahlchancengleichheit dar. Auch wenn die parteipolitische Intention einer bestimmten Wahlkreiseinteilung im Regelfall nicht bewiesen werden kann, wurde in der Vergangenheit bei verschiedenen Wahlkreiszuschnitten über einen entsprechenden Hintergrund spekuliert. Darunter sind die folgenden Fälle:
- Beim Neuzuschnitt der Bundestagswahlkreise in Berlin im Jahr 2001 kamen Vorwürfe auf, West- und Ostbezirke würden so miteinander verknüpft, dass die Chancen der PDS auf Direktmandate minimiert würden.[29] Bei der Bundestagswahl 2002 gewann die PDS in Berlin tatsächlich nur noch zwei statt wie zuvor vier Direktmandate (und hätte bei der Bundestagswahl 1998 auch nur zwei Direktmandate gewonnen, wenn die neue Abgrenzung der Wahlkreise schon seinerzeit gegolten hätte[30]). Da die Partei auch an der Fünf-Prozent-Hürde scheiterte, zogen nur die beiden direkt gewählten Abgeordneten in den neuen Bundestag ein.

- Der Neuzuschnitt der Landtagswahlkreise in Sachsen vor der Landtagswahl 2014 wurde von den Oppositionsparteien kritisiert. Mit den neuen Wahlkreisgrenzen würden die Direktkandidaten der CDU bevorteilt.[31]

- Für die Landtagswahl in Bayern 2018 mussten die Stimmkreise im Jahr 2017 neu zugeschnitten werden. Dabei wurde der CSU von Beobachtern ein parteipolitisch motivierter Zuschnitt der Stimmkreise in München unterstellt. Diese seien bewusst so zugeschnitten worden, dass die CSU alle Stimmkreise gewinnen könne bis auf den neu geschaffenen Stimmkreis München-Mitte. In diesem seien die Hochburgen von SPD und Grünen versammelt worden.[27]
- Im Vorfeld der Landtagswahl in Nordrhein-Westfalen 2022 gab es eine Auseinandersetzung um den Neuzuschnitt der Wahlkreise in Münster. Der Stadt steht aufgrund des Bevölkerungswachstums ein zusätzlicher dritter Wahlkreis zu. Auf Wunsch der CDU im Münsterland sollte dabei das Zentrum von Münster – eine Hochburg der Grünen – zerschnitten und auf alle drei Wahlkreise verteilt werden.[32]
- Die 2025er Änderung der Wahlkreise im Bezirk Friedrichshain-Kreuzberg von Berlin begünstigt die Grünen.[33]

### Weitere Staaten
Praktiken des Gerrymandering gibt es in beinahe allen Ländern mit Mehrheitswahlrecht, unter anderem
- in Frankreich (absolutes Mehrheitswahlrecht),
- im Vereinigten Königreich, insbesondere in Nordirland (jahrzehntelang zugunsten der Unionisten),
- in Belgien (Streitigkeiten zwischen Flamen und Wallonen bezüglich der Teilung des Wahlkreises Brüssel-Halle-Vilvoorde),
- in Singapur (häufiges Verschieben der Wahlkreisgrenzen zugunsten der Regierungspartei People’s Action Party (PAP), um die Opposition zu schwächen).[34]

Ohne direkten Zusammenhang mit Wahlbezirken kann Gerrymandering auch beim Neuzuschnitt von Staaten oder Teilstaaten angewandt werden:
- Im Jahr 1920 wurde aus dem Bundesland Niederösterreich das Land Wien herausgelöst, so dass die resultierenden Länder eine politische Hochburg für die SDAP (Vorgängerpartei der SPÖ) und eine für die CS (Vorgängerpartei der ÖVP) ergaben.[35][36]
- Auch die Art, wie Nordirland im Jahr 1920 aus Irland herausgeschnitten wurde, lässt sich als Gerrymandering auffassen.[37]

## Auswirkungen
Neben dem offensichtlichen Effekt, dass Gerrymandering die Mehrheitspartei stärkt, kann es auch zu sichereren Wahlkreisen für die Minderheitenpartei führen (unter der Annahme, dass es nur zwei große Parteien gibt).
Es gab auch eine hitzige Debatte darüber, ob Gerrymandering zur stärkeren Polarisierung in den USA beigetragen hat. Nolan McCarty, Keith T. Poole und Howard Rosenthal argumentieren in einer gemeinsamen Studie mithilfe von Statistiken über die USA, dass dies nicht der Fall sei.
Kritiker betonen, Gerrymandering verringere die Legitimität der Demokratie und schädige zudem den fairen Wettbewerb um Wählerstimmen.

### Deutsch
- Craig Morris: Gerrymandering – Wahlbezirke mit Tentakeln. Telepolis, 11. Dezember 2003.
- Herbert Pichler: Wie „macht“ man ein Wahlergebnis? Ein erster Blick in Wahlrecht, Wahlarithmetik und Wahlgeographie (Memento vom 13. April 2021 im Internet Archive) In: Von Wahl zu Wahl. Informationen zur Politischen Bildung. Nr. 21, Wien 2004, S. 88.
- Patrick Illinger: Wahlforschung: Wie die USA ihre Demokratie zerschneiden. In: sueddeutsche.de. 2. Februar 2018, abgerufen am 28. Februar 2018.
- Manipulation durch Gerrymandering. Wie Politiker in den USA es schaffen, auch ohne Mehrheiten an der Macht zu bleiben. auf ZDF heute

### Englisch
- The Gerry-Mander. A new species of Monster which appeared in Essex South District in Jan. 1812
- Stephanie Hofeller: „The Hofeller Files“
- Matt Rosenberg: Gerrymandering: How States Create Congressional Districts Based on Census Data. In: ThoughtCo. (englisch).
- Craig Morris: Tweaking the vote. Telepolis, 7. November 2004.
- The Gerrymandering Project bei FiveThirtyEight (englisch)
- Jessica Piper, Ally Mutnick: How redistricting shaped the midterms. In politico.com vom 25. November 2022 (zu den Midterms-Wahlen 2022).